# Jan Przypkowski (młodszy)
Jan Przypkowski herbu Radwan (ur. ok. 1568, zm. między 1631/1632) – podsędek ziemski zatorski, działacz kalwiński. Był najstarszym synem Jana i Katarzyny z Samborzeckich, bratem Mikołaja.
W latach 1583–1585 przebywał za granicą, gdzie wyjechał wraz z bratem Mikołajem, pod opieką Marcina Codiciusa, byłego studenta bazylejskiego; wspólnie odwiedzili uniwersytety w Ingolsztacie, Tybindze, Altdorfie i Lipsku. 15 listopada 1599 został podsędkiem ziemskim zatorskim. W tym samym czasie ożenił się z Krystyną Oleśnicką. Po śmierci ojca w 1606 odziedziczył dobra: Grabie i Polankę, oraz część Gnojnika. Wziął Przypkowski udział w rokoszu sandomierskim, 15 czerwca 1606 roku podpisał uniwersał zjazdu pod Lublinem, który przygotował rokosz Zebrzydowskiego, a w styczniu 1607 posłował do króla w imieniu szlachty krakowskiej.
Przypkowski był zaangażowany w ruch reformacyjny, jednak w przeciwieństwie do swojego rodzeństwa należącego do wspólnoty braci polskich, związał się z kalwinizmem. W 1615 został na synodzie w Oksie wybrany na jednego ze scholarchów nowo organizowanej szkoły kalwińskiej.
Około 1616–1620 sprawował urząd poborcy podatków powiatu oświęcimsko-zatorskiego. W 1617 procesował się z braćmi, Jakubem i Ludwikiem, o prawo patronatu w Gnojniku i Przytkowicach.
Zmarł pod koniec 1631 lub na początku 1632.